# Scyphocephalum mannii
Scyphocephalum mannii är en tvåhjärtbladig växtart som först beskrevs av George Bentham och Hook. f., och fick sitt nu gällande namn av Otto Warburg. Scyphocephalum mannii ingår i släktet Scyphocephalum och familjen Myristicaceae. Inga underarter finns listade i Catalogue of Life.